# Franz Ludwig Pfyffer
Franz Ludwig Pfyffer, seigneur de Wyher, né le 8 mai 1716 à Lucerne et mort dans la même ville le 7 novembre 1802, est un homme d'État de Lucerne, un militaire suisse au service du royaume de France, ainsi qu'un alpiniste et un topographe. Sa carte en relief de la Suisse centrale, la plus ancienne représentation tridimensionnelle à grande échelle d'un paysage montagneux, est considérée comme un jalon sur la voie de la cartographie moderne.

## Biographie
Franz Ludwig Pfyffer est issu d'une branche de la famille patricienne lucernoise Pfyffer, dont l'origine remonte à Ludwig Pfyffer von Altishofen (1524-1594).

### Militaire au service de la France
Comme ses ancêtres, Franz Ludwig Pfyffer suit une carrière militaire au service de la France. Son grand-père, Ludwig Christoph Pfyffer, et son père, Jost Franz Pfyffer, sont officiers dans une compagnie du régiment suisse de la garde royale ; Franz Ludwig Pfyffer est formé à l'école des cadets à Paris ; en 1736, il est capitaine et commandant de compagnie dans le régiment français de gardes suisses d'Erlach, engagé dans la guerre de succession de Pologne et dans la guerre de Succession d'Autriche.
De 1763 à 1768, il est colonel du régiment d'infanterie suisse Reding qui prend le nom de régiment Pfyffer ; il est maréchal de camp (général de brigade) en 1748 et lieutenant-général en 1768. Il fait les campagnes de Flandre et d’Allemagne, se signale par son courage et sa bravoure aux sièges de Menin, Ypres et Fribourg en 1744, ainsi que lors des batailles de Rocoux en octobre 1746 et de Lauffeld en juillet 1747, ce qui lui vaudra en 1776 la croix de commandeur de l'ordre de Saint-Louis.

### En Suisse
Pendant les mois d'été, Pfyffer revient dans sa ville natale ; il est membre du Grand Conseil depuis 1736, à l'âge de 20 ans, et du Petit Conseil en 1752, les organes exécutifs de Lucerne. Il recrute des soldats pour son régiment, effectue des excursions et escalades dans les montagnes autour du lac des Quatre-Cantons en dessinant des plans, esquisses et vues ; il publie en 1757 dans le Journal helvétique une Promenade au mont Pilat, traduite en allemand dans les Hannoverischen Nutzlichen. En 1741, il épouse Marie Josse d'Hemel, originaire d'Argenteuil.
En 1768, il quitte le commandement de son régiment et retourne définitivement à Lucerne. La famille réside dans deux maisons près de la Mühleplatz ; le château de Wyher (de), près d'Ettiswil, est leur résidence d'été.
En tant qu'inspecteur des travaux publics, il dirige le réaménagement du réseau routier lucernois. En 1779, il est l'un des fondateurs de la Société militaire fédérale (Eidgenössischen Militärischen Gesellschaft), dont il est le président de 1786 à 1789.
En 1783, à la demande de l'abbé Raynal, Pfyffer supervise l'érection d'un monument à la gloire de Guillaume Tell et de la liberté, érigé aux frais de Raynal sur les plans de Pierre-Adrien Pâris devant le Château de Meggenhorn. Le monument est si gravement endommagé par la foudre en 1793 qu'il a dû être démoli.
Le peintre Josef Reinhard réalise son portrait en 1786.
Pfyffer est en relation avec des scientifiques et intellectuels suisses des Lumières, le militaire et historien Béat Fidèle de Zurlauben, les mathématiciens et pionniers de l'aviation Franz Plazid (de) et Franz Xaver de Schumacher im Himmelrich (de) qui ont créé le premier plan d'élévation géométrique de la ville de Lucerne, le physicien Horace Bénédict de Saussure, Charles François Exchaquet, créateur de la première maquette du groupe du massif du Mont-Blanc ou le genevois Jacques-Barthélemy Micheli du Crest, pionnier de la barométrie qui a dessiné un panorama des Alpes.

## Le plan en relief de la Suisse centrale
Pfyffer avait découvert en France l'utilité de l'ingénierie et de la topographie pour l'artillerie ; et la collection de modèles de forteresses constituée par Louis XIV avait suscité chez lui un grand intérêt ; il se fait enseigner l'art du modélisme à Paris. Dès 1750, Pfyffer crée un relief du Pilate en carton et en cire.
À partir de 1762, il entreprend la réalisation de son plan-relief de la Suisse centrale (Relief der Urschweiz), représentant la région préalpine et alpine autour du lac des Quatre-Cantons, qu'il achèvera en 1786.
Les données géographiques et topographiques pour le plan-relief ont été élaborées par des mesures de triangulation, réalisées par Pfyffer lui-même lors d'excursions où il réalise de nombreux croquis ; 94 sont conservés.

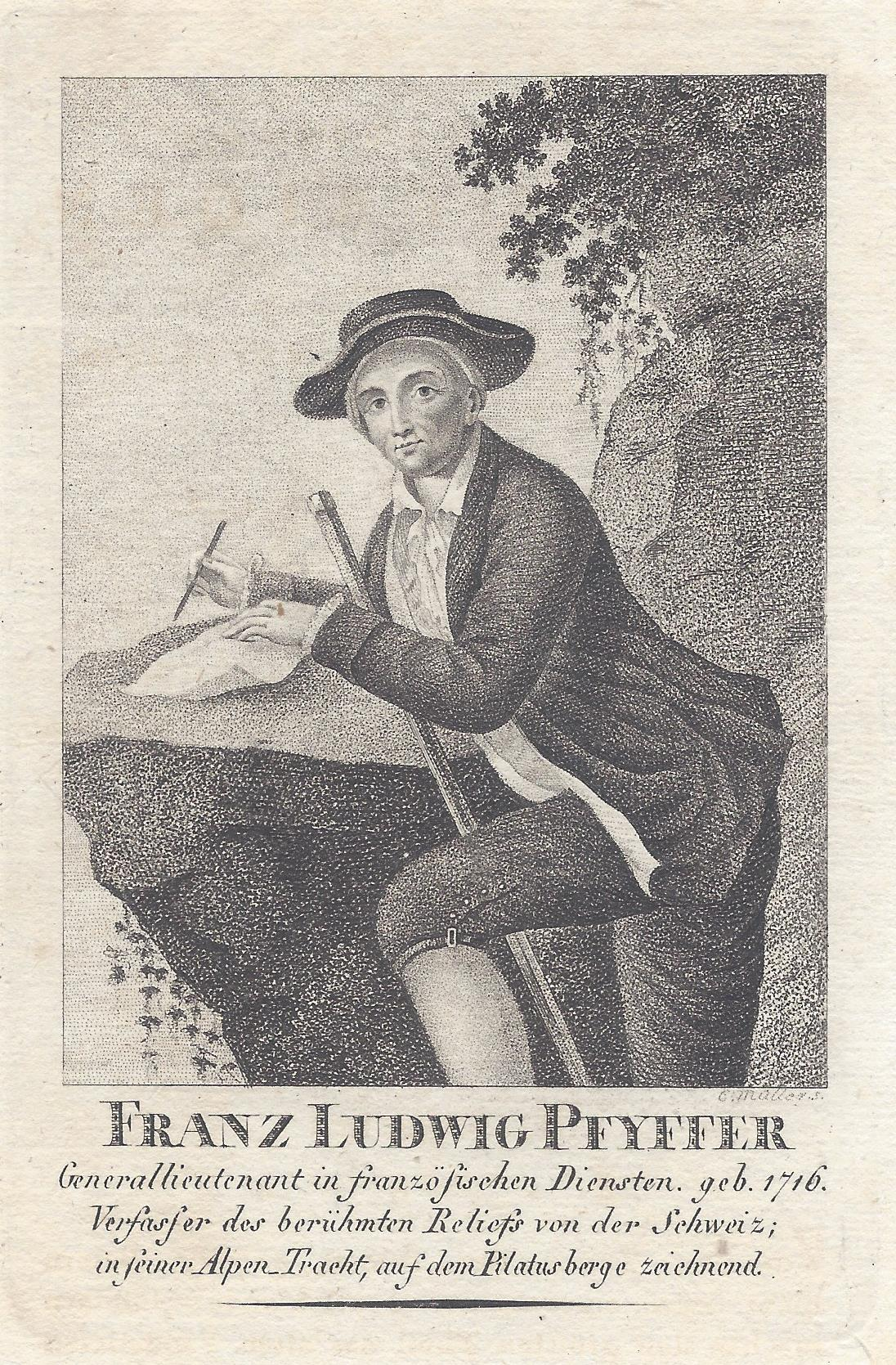
Franz Ludwig Pfyffer dessinant sur le Pilate, gravure d'après Christian von Mechel, vers 1790.

Le plan-relief est à l'échelle d'environ 1:11 500 et sa superficie est de 26 mètres carrés (6,5 mètres sur 4) ; il a été assemblé à partir de 136 éléments individuels. Pfyffer a utilisé comme matériaux des lattes de bois, des restes de charbon de bois et des morceaux de brique ; la surface est modelée à partir de plâtre et de sable, et recouverte d'une fine couche de cire d'abeille peinte. Il se caractérise par une grande fidélité aux détails ; les maisons individuelles, les chemins et les ruisseaux (faits de fils métalliques torsadés en forme de vagues) sont reconnaissables.
Jusqu'en 1873, le plan-relief de Pfyffer est conservé dans la maison familiale ; Goethe, Alessandro Volta, William Coxe et Louis-Sébastien Mercier l'ont visité lors de leur passage à Lucerne. Dans le supplément de l'Allgemeine Helvetische, Eydgenössische, Oder Schweitzerische Lexicon publié en 1788, il est ainsi décrit : « Dans l'appartement de M. le général Pfyffer de Wyer se trouve l'une des choses les plus remarquables de la ville de Lucerne, à savoir la représentation topographique d'une grande partie de la Confédération, réalisée par lui-même avec beaucoup de peine et d'art, et admirée au plus haut point par les connaisseurs [...] Le tout y est exact jusque dans les moindres détails, et contient non seulement toutes les montagnes, tous les lacs, toutes les rivières, toutes les villes, tous les villages et toutes les forêts, mais aussi chaque cabane, chaque trou, chaque pont, chaque sentier ; et même chaque croix y est représentée avec précision et clarté ». Il est depuis 1873 exposé au musée du Jardin des glaciers (Museum des Gletschergartens) à Lucerne.
Ce plan-relief exprime la fascination du XVIIIe siècle pour l'espace alpin ; il a servi de modèle et de point de départ à d'autres artistes et cartographes, comme Jakob Joseph Clausner et Christian von Mechel ; il a également inspiré Alexander von Humboldt.

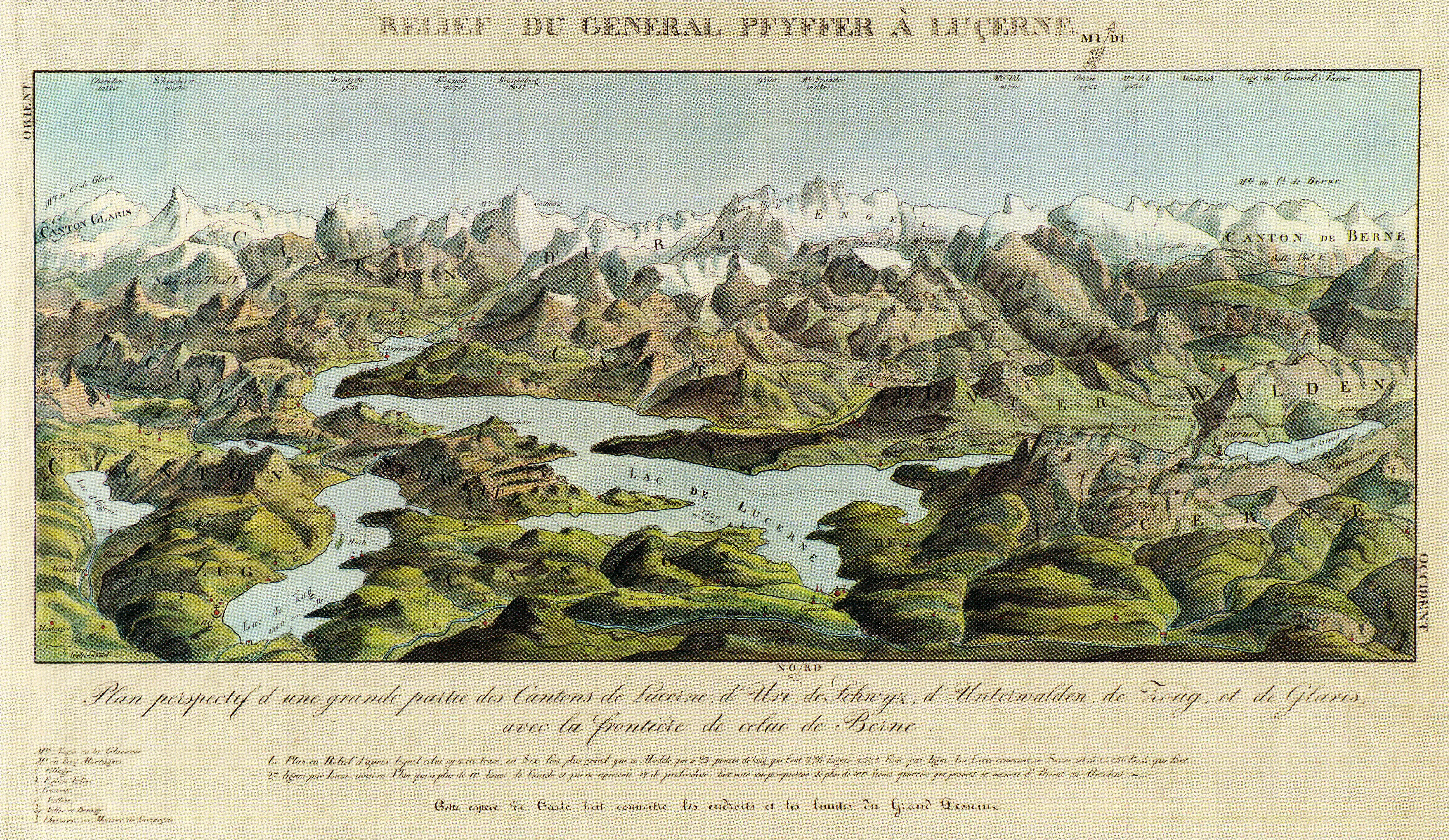
Christian von Mechel, Relief du général Pfyffer à Lucerne, gravure, vers 1790.